# Презимити у Рију
Презимити у Рију је хрватски филм редитеља Давора Жмегача. Објављен је 2002. године.

## Радња
Бескућници Грга и Мали живе у напуштеном аутобусу на периферији Загреба.
Грга изненада сазнаје да му у посету долази ћерка Моника, која са мајком живи у Франкфурту. После 12 година, то је њихов први сусрет.
Затечен овом спознајом, једино могуће решење види у провали у празан стан, у власништву Рафаела – некадашњег најбољег пријатеља и саборца из Домовинског рата, који се бави активностима које задиру у сферу криминала.

## Улоге
| Глумац              | Улога        |
| ------------------- | ------------ |
| Мустафа Надаревић   | Грга         |
| Леона Парамински    | Моника       |
| Свен Медвешек       | Рафаел       |
| Ранко Зидарић       |              |
| Жарко Савић         | Панцо        |
| Енес Вејзовић       | Мали         |
| Саша Аночић         | Борис        |
| Вера Зима           | Даница       |
| Матеј Бусић         | Конобар      |
| Маријан Црталић     | Лука         |
| Игор Дамјановић     | Крадљивац    |
| Марија Кон          | Бакица       |
| Златко Копљар       | Мислав       |
| Владимир Крстуловић | Стари Клосер |
| Тања Курсар         | Конобарица   |

## Награде
Филм је освојио Златне арене за главну женску улогу, музику, сценографију и костимографију у Пули јула 2002.